# Kostel svaté Markéty (Loděnice)
Kostel svaté Markéty je římskokatolický chrám v obci Loděnice v okrese Brno-venkov. Je chráněn jako kulturní památka České republiky. Je farním kostelem loděnické farnosti.

## Historie
Loděnický kostel je poprvé připomínán v roce 1220, pozůstatky této stavby se však nedochovaly, neboť byl zcela nahrazen současným gotickým. Jeho nejstarší částí je pětiboce ukončené kněžiště s dvojicí věží (severní dnes tvoří pouze torzo se sakristií v podvěží, do jižní vedla původně lávka z blízké rezidence), které bylo vystavěno pravděpodobně ve druhé čtvrtině 15. století. Po zboření lodi původního chrámu byla v polovině 15. století realizována stavba nového trojlodí, přičemž zaklenuty byly pouze boční lodě. Hlavní loď byla provizorně uzavřena rovným stropem, ke stavbě její klenby došlo kolem roku 1500, kdy byla také postavena hudební kruchta. V roce 1582 byla před jižní boční vchod přistavěna předsíň. Barokní ani jiné úpravy se kostela po stavební stránce již příliš nedotkly.
Do roku 1818 se kolem kostela nacházel hřbitov.

## Galerie

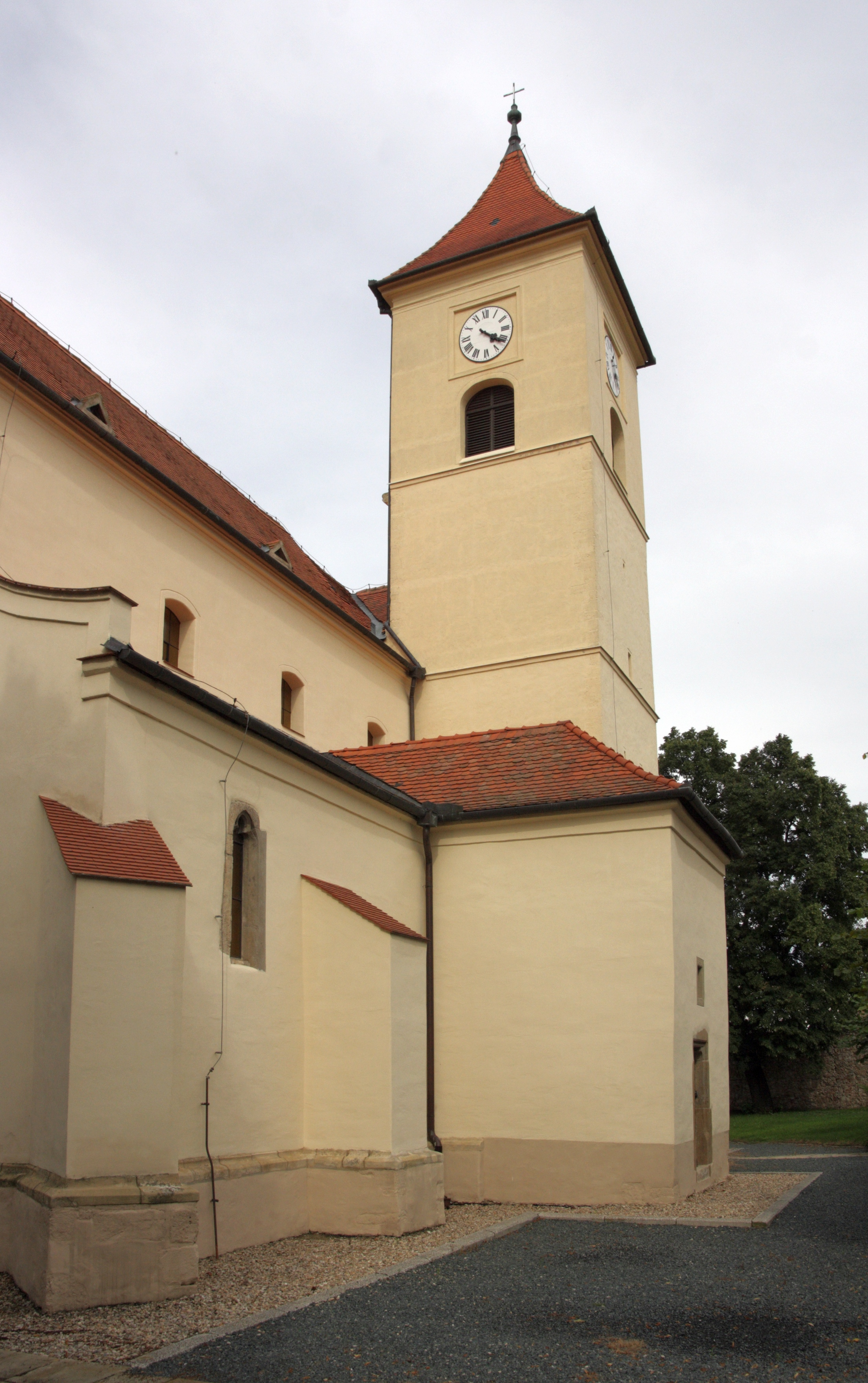
jižní strana kostela
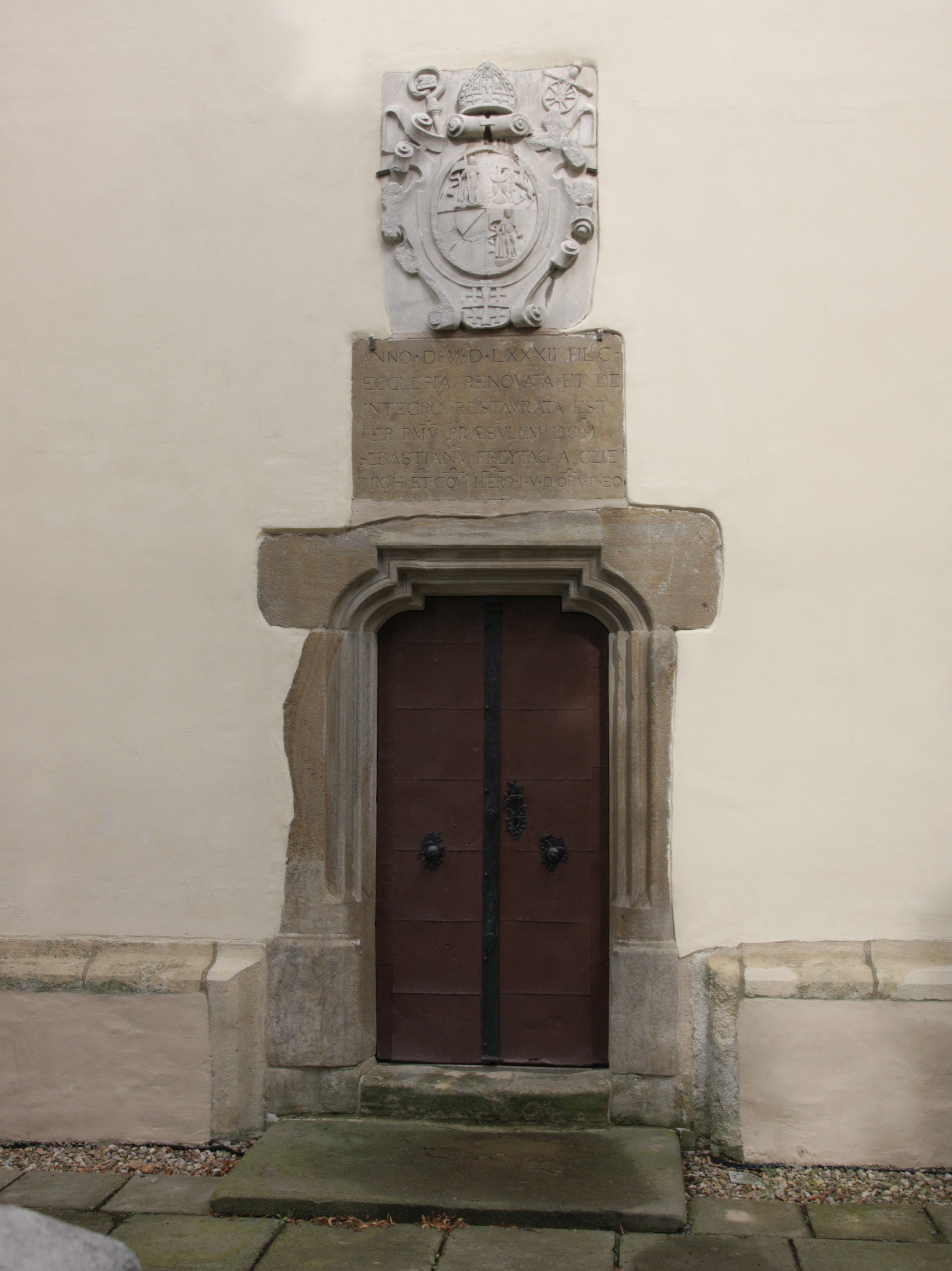
vstupní portál na západní straně
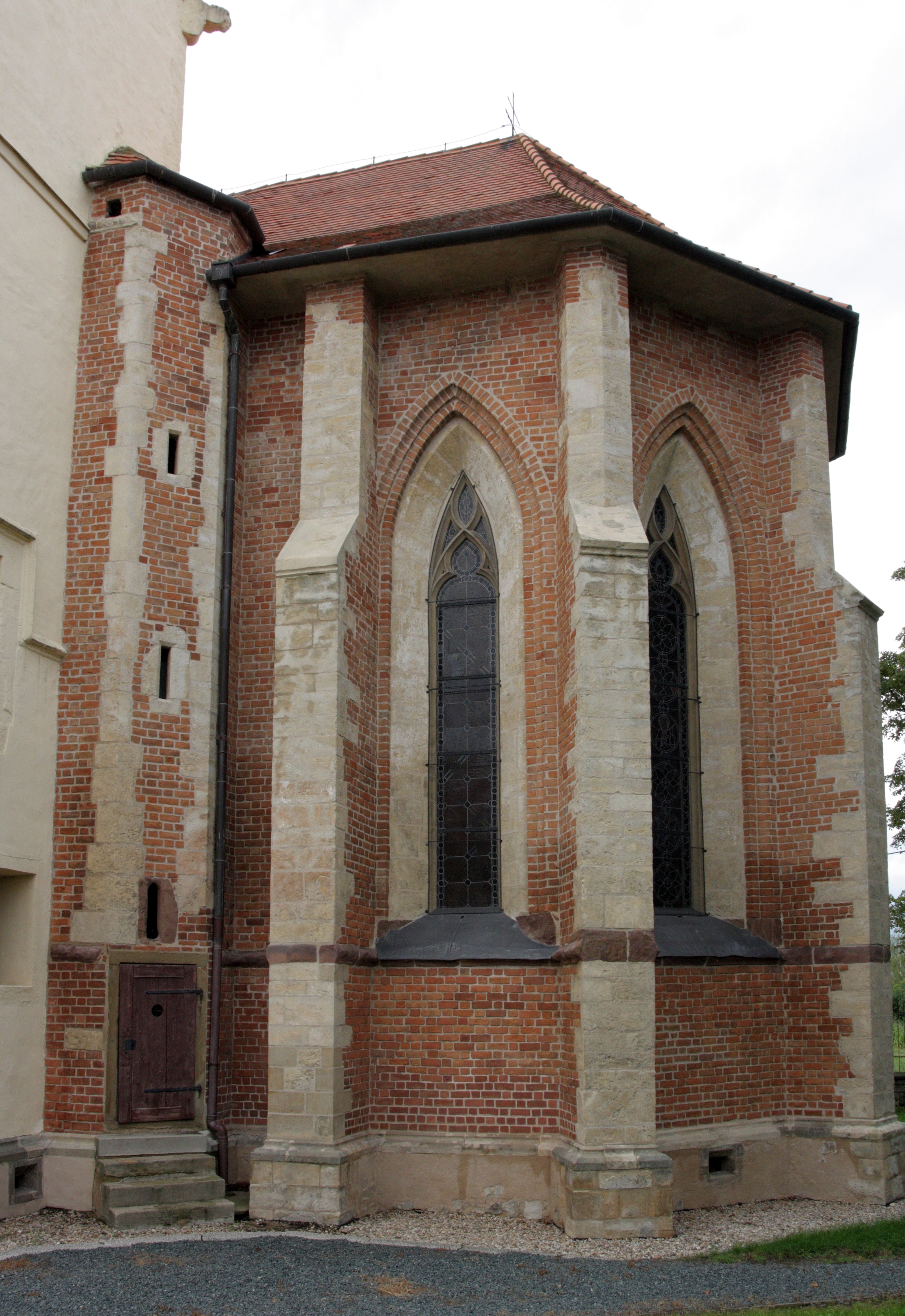
presbytář od jihu